# 공명감
공명감(共鳴感, resonance feeling)은 특정 속성을 지닌 소리가 성대에서 진동되면서 특정 공명점이 반응 하는 것이다. 크게 머리, 코, 가슴의 공명점으로 구분하여 두성, 비성, 흉성 등으로 나뉜다. 대개 저음을 낼 때의 소리가 가슴을 울리고 중음, 고음을 낼 때의 소리가 머리나 코를 울리나 그 반대의 경우도 있다.

## 같이 보기
- 공명